# Gene Codes Corporation
Gene Codes Corporation là một công ty quốc tế thuộc sở hữu tư nhân có trụ sở tại Ann Arbor, Michigan, chuyên về phần mềm tin sinh học (bioinformatics software) để phân tích trình tự di truyền. Sản phẩm phần mềm hàng đầu của nó, Sequencher, là một phần mềm giải trình tự được sử dụng trên toàn thế giới. Mục tiêu sử dụng của nó là bởi vì các nhà nghiên cứu tại các phòng thí nghiệm học thuật và chính phủ cũng như các công ty công nghệ sinh học và dược phẩm để lắp ráp chuỗi DNA lại với nhau.

## Lịch sử
Gene Codes Corporation được thành lập năm 1988 tại Ann Arbor, Michigan. Năm 1991, phần mềm phân tích và lắp ráp chuỗi DNA, Sequencher, đã được phát hành. Đến năm 1997, gần như mọi công ty dược phẩm lớn và công ty hệ gen thương mại trên thế giới đã được hợp lý hóa trên Sequencher, cũng như phần lớn các phòng thí nghiệm tại các trung tâm học thuật lớn. Sequencher 5.4 được phát hành vào năm 2015.